# Cueva del Agua (Granada)
Cueva del Agua es una localidad y pedanía española perteneciente al municipio de Iznalloz, en la provincia de Granada y comunidad autónoma de Andalucía. Está situada en la parte meridional de la comarca de Los Montes. Cerca de esta localidad se encuentran los núcleos de Iznalloz capital y Llano de la Corona.

## Topónimo
Toma como referente de su topónimo el agua, compartido con Tubilla del Agua.

## Demografía
Según el Instituto Nacional de Estadística de España, en el año 2016 Cueva del Agua contaba con 1040 habitantes censados.